# Cò quăm đen Ấn Độ
Cò quăm đen Ấn Độ hay cò quăm gáy đỏ, tên khoa học Pseudibis papillosa, là một loài chim trong họ Threskiornithidae.

## Hình ảnh

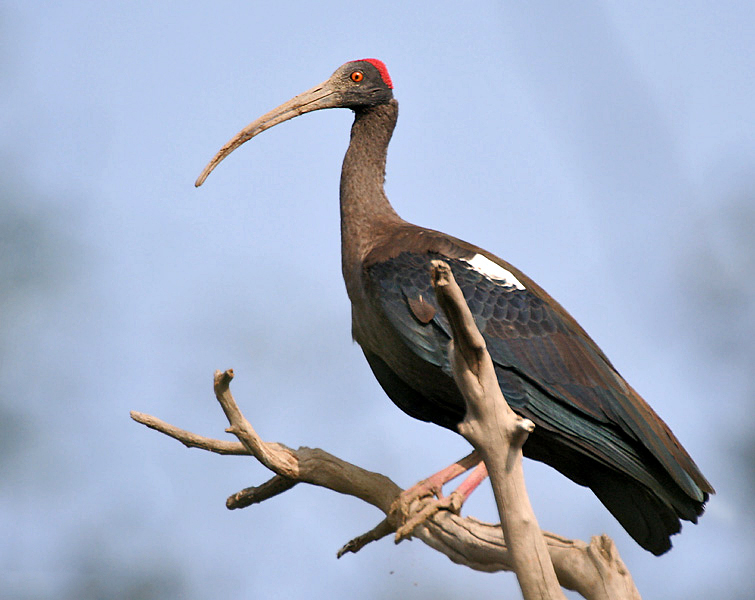
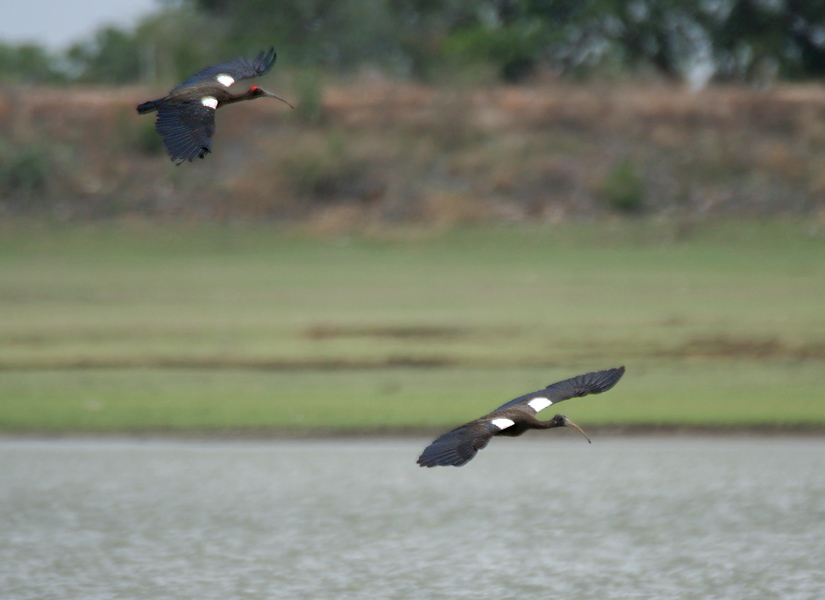